# Claudio Cardaci
Claudio Cardaci (Libertad, provincia de Buenos Aires, 1967) es un músico argentino, conocido por ser el primer baterista de la banda de heavy metal Almafuerte. Su paso por la banda duró casi dos años, en los que grabó dos discos, Mundo guanaco (1995) y Del entorno (1996).

## Historia
Inició su carrera en una banda llamada Beso Negro, junto a Andrés Giménez (A.N.I.M.A.L.) en el año 1987, orientado hacia el Punk Rock, formada en el oeste del gran Buenos Aires. En 1988 fueron finalistas del programa conducido por Tom Lupo, "Neosonido 2002" y con un contrato bajo el brazo registraron dos temas para un compilado. El primer disco "Beso Negro" (1989) contó con la producción de Stuka y la colaboración de Pil Trafa (Los Violadores) e incluía nueve canciones. La formación estaba compuesta por Lito Pared en voz, Andrés Giménez, en guitarra, Daniel Trobo en teclados, Freddy Fernández en bajo y el mismo Cardaci en Batería. El segundo material titulado "El Beso de la Muerte" fue grabado en vivo en los Estudios Aguilar en 1991 pero al no obtener apoyo de los medios se separaron a fines de 1992.
En 1995, Ricardo Iorio, luego de la separación de Hermética, invita a Claudio para sumarse a su nuevo proyecto Almafuerte por recomendación de su antiguo compañero Andrés Giménez. Grabó los primeros dos álbumes de Almafuerte, luego en la gira de presentación de Del entorno, a mediados de 1996, se desvincula de la banda siendo remplazado por Rodolfo Márquez durante el resto de la gira.
Continuó tocando en la banda Tanke durante un tiempo. Luego de un largo periodo de inactividad regresa al rock y forma la banda Negro.

## Discografía

### Con Beso Negro
- 1989 - Beso Negro

### Con Almafuerte
- 1995 - Mundo guanaco
- 1996 - Del entorno